# Youth Milan FC
El Youth Milan FC es un club de fútbol barbadiense ubicado en Checker Hall en el norte de la parroquia de Santa Lucía.
Su patrocinador es el Arawak Cement, ellos juegan en la segunda División de Barbados.

## Palmarés
- Primera División de Barbados 2:[2]

2006, 2011
- Barbados FA Cup 2:[3]

2002, 2009

## Jugadores

### Jugadores destacados
| - Adrian Chase - Jermaine Boyce - Ricardo Cyrus - Travis Hinds - Kemar Chase | - Rommell Corbin - Norman Forde - Antonio Griffith - Shawn Hackett - Kenroy Skinner |